# Requiem (Gilles)
Das Requiem von Jean Gilles ist bis heute das meistgespielte Werk des Komponisten. Er komponierte die Totenmesse gegen Ende des 17. Jahrhunderts.

## Besetzung und Aufbau
Gilles’ Requiem ist für vier Gesangssolisten (Sopran, Alt, Tenor, Bass), Chor und Orchester geschrieben. Es enthält weder einen Tractus noch die Sequenz Dies irae und besteht aus sieben Teilen:
- Introitus
- Kyrie
- Graduale
- Offertorium
- Sanctus, Benedictus
- Agnus Dei
- Postcommunio

## Geschichte
Obwohl das Datum der Komposition nicht genau gesichert ist, entstand das Werk offenbar kurz nach Gilles’ Ernennung im Dezember 1697 zum maître de musique an der Kathedrale von Toulouse. Die schnellen Sätze haben häufig Anklänge an Tanzrhythmen, die Chorpartien zeigen ein überzeugendes Gleichgewicht zwischen polyphonen Passagen und homophoner Deklamation. Als abschließende Steigerung in der Gesamtanlage wird das Werk durch die Chorfuge Requiem aeternam gekrönt.
Gilles’ Requiem wurde im 18. Jahrhundert zu einer der geschätztesten Kompositionen Frankreichs. Es kam beim eigenen Begräbnis des Komponisten unter der Leitung von André Campra, sowie bei der Bestattung von Jean-Philippe Rameau und von Ludwig XV. – in einer von Michel Corrette bearbeiteten Fassung – zur Aufführung. Marc-Antoine Laugier schreibt in Sentiment d’un harmoniphile (1756), dass es zu jener Zeit „kaum eine musikalische Totenfeier gab, an der Gilles’ Messe nicht aufgeführt wurde.“ Zusammen mit Gilles’ Motetten Diligam te Domine und Beatus quem elegisti erfreute sich sein Requiem in den Concerts spirituels bis um 1775 großer Beliebtheit. Johann Mattheson zählt die Messe in der Zeitschrift Der Musicalische Patriot zu den „schönsten Musicalischen Wercken“.